# 荒尾成重
荒尾 成重（あらお なりしげ）は、江戸時代前期の因幡鳥取藩家老。米子荒尾家3代。

## 経歴
承応2年（1653年）、池田家家老・荒尾成直の次男として生まれる。明暦元年（1655年）、3歳で父・成直の幕府への証人（人質）として江戸に下向する。寛文9年（1670年）12月に兄・成氏が24歳で早世し、寛文10年（1671年）5月に成直の継嗣と定められる。延宝2年（1674年）4月、玄蕃と改名する。
延宝7年（1679年）3月、成直の死去により家督相続し米子領主となる。家老として藩主・池田光仲に仕えた。同年5月、父・成直が非常のときのためにと蓄えた1万両を藩に献上する。天和元年（1681年）1月、成重の願いにより、弟の成紹が藩士として召出される。延宝8年（1680年）9月、但馬と改名する。貞享元年（1684年）5月、嫡男の平左衛門が誕生する。元禄3年（1690年）9月、米子入りする。
元禄5年（1692年）4月20日死去、享年44。家督は嫡男の平左衛門（成倫）が相続したが、幼いため、成重の弟で分家当主の荒尾成紹が後見を務めた。

## 演じた人物
- 波田久夫（水戸黄門 第23部 第18話「闇夜に咲いた女義賊・米子」、1994年）